# Bistum Nakuru
Das Bistum Nakuru (lat.: Dioecesis Nakurensis) ist eine in Kenia gelegene römisch-katholische Diözese mit Sitz in Nakuru. Es umfasst die ehemaligen Bezirke Nakuru, Baringo und Koibatek in den heutigen Countys Nakuru und Baringo.

## Geschichte
Papst Paul VI. gründete es mit der Apostolischen Konstitution Quam curam am 11. Januar 1968 aus Gebietsabtretungen der Bistümer Eldoret, Kisumu und des Erzbistums Nairobi, dem es auch als Suffragandiözese unterstellt wurde.
Am 6. Dezember 1995 wurde ein Teil seines Territoriums zur Gründung des Bistums Kericho abgetreten.

## Bischöfe von Nakuru
- Raphael S. Ndingi Mwana a'Nzeki (30. August 1971 – 14. Juni 1996, dann Koadjutorerzbischof von Nairobi)
- Peter J. Kairo (21. April 1997 – 19. April 2008, dann Erzbischof von Nyeri)
- Maurice Muhatia Makumba (19. Dezember 2009 – 18. Februar 2022, dann Erzbischof von Kisumu)
- Cleophas Oseso Tuka (seit 15. Februar 2023)